# チェーザレ・フィオリオ

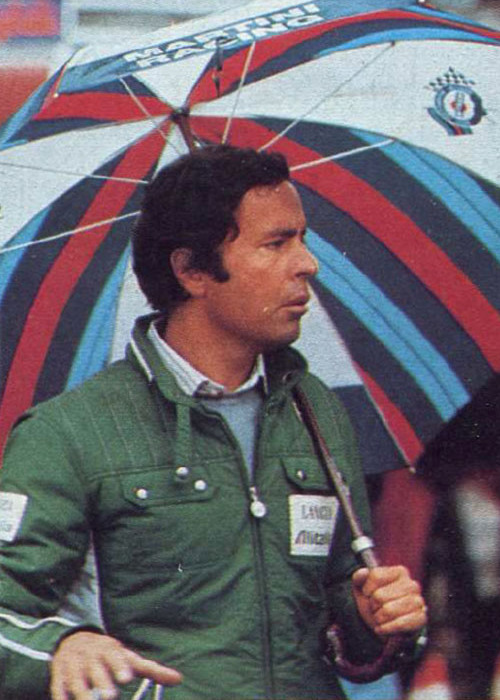
チェーザレ・フィオリオ(1975年)

チェーザレ・フィオリオ（Cesare Fiorio 、1939年5月26日 - ）は、イタリアはトリノ出身の元レーシングチームマネージャー。世界ラリー選手権（WRC）のランチア、F1のスクーデリア・フェラーリなどの強豪チームを指揮した。フジテレビF1中継や雑誌等では「チェザーレ・フィオリオ」と表記されたこともある。

## 略歴

### ランチア時代
大学で政治学を学びながらレース活動を始め、1961年にイタリアGT選手権1,150ccクラスのチャンピオンとなる。1962年、ラリー・モンテカルロ挑戦のため、仲間とプライベートチーム「HFスクアドラ・コルセ」を設立。その後ドライバーを辞め、中古車ディーラーのセールスマンとして働きながらチーム運営を行う。HF・スクアドラ・コルセはランチアのセミワークスからワークスチームに昇格し、ランチア・フルヴィア・ラリーHFで活躍。フィオリオはサンドロ・ムナーリを発掘し、会社がフィアットに買収された後も指揮を取った。

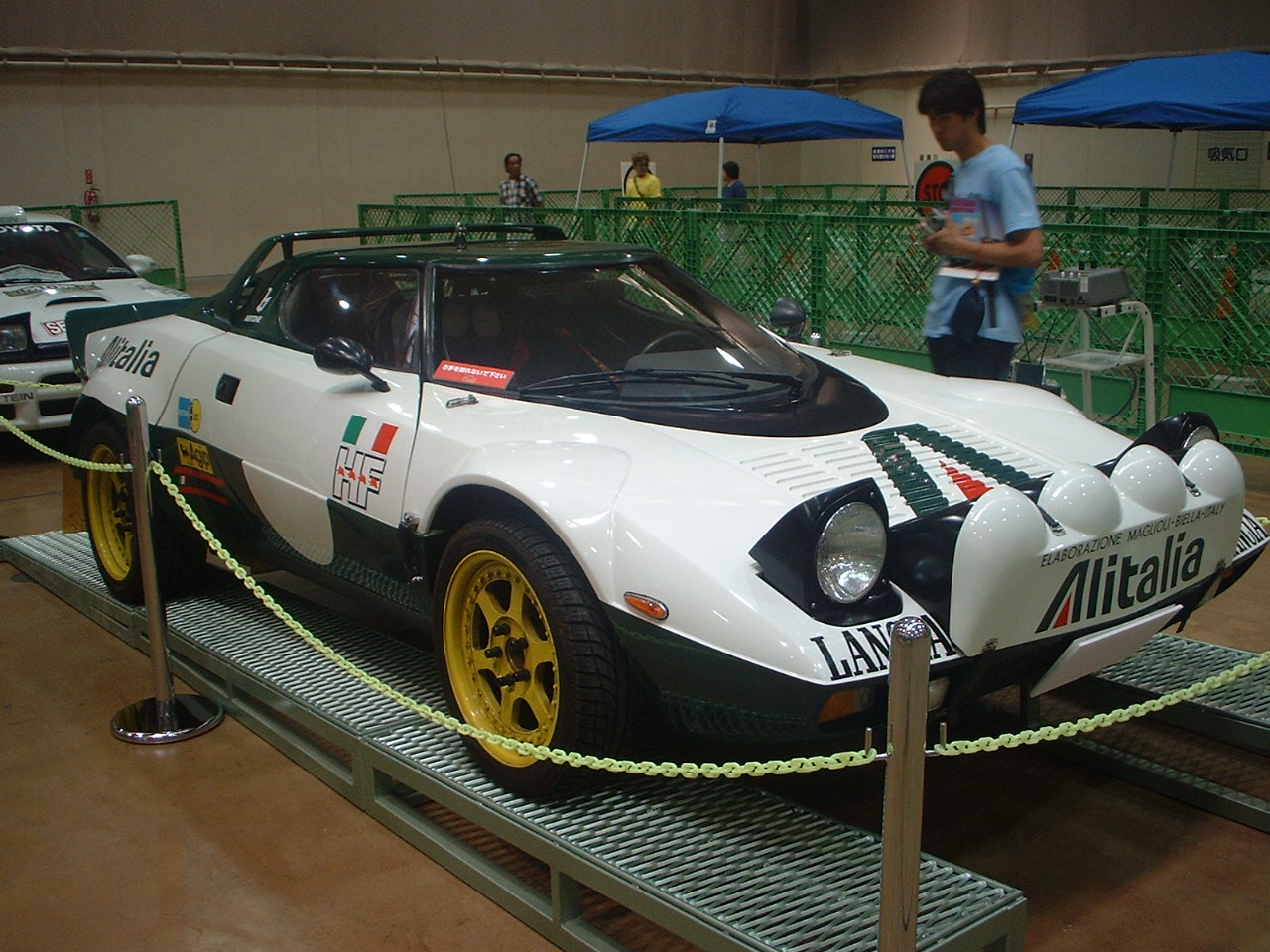
ランチア・ストラトス（1975年型）

1970年、トリノオートショーに出展された斬新なコンセプトカー、ベルトーネ・ストラトス・ゼロに目をつけ、ランチア・ストラトス開発計画を立ち上げる。その車に着目したのはスタイルではなく、ミッドシップという点であった。同じフィアット傘下のフェラーリからディーノV型6気筒エンジンを獲得するため、総帥エンツォ・フェラーリに直談判。スクーデリア・フェラーリの監督代行としてタルガ・フローリオで優勝し、エンジン供給を許された。この際、フィオリオを気に入ったエンツォが、ランチアとフィアットに譲ってくれないか持ちかけたという逸話もある。
ランチアは1974年から1976年にかけてWRCマニュファクチャラーズ選手権3連覇を達成。しかし、フィアットの意向でアバルト・131ラリーのワークス活動を優先することになり、ランチアチームの人員の大半はスポーツカーレースへ転向され、ストラトスの栄光は短命に終わった。実質上の生みの親であるフィオリオにとっても、まだ一線級で戦える完成度7割のストラトスの引き際を考える事は苦渋の選択であった。131の時代が終わるとフィアット車での参戦のメインストリームをリトモ等の小型車へ移行させる。
フィオリオ自身は1976年末のランチアとフィアットのレース部門統合により、両方のチームマネージャーを兼任する。ランチアは1979年よりスポーツカー世界選手権グループ5（1982年よりグループC）、1982年よりWRCグループBに参戦し、フィオリオもサーキットとオフロードを転戦する。WRCではランチア・ラリー037に続きモンスターマシン、ランチア・デルタS4を投入。アッティリオ・ベッテガ、ミキ・ビアシオン、ヘンリ・トイヴォネンら有望なドライバーを抜擢する。1983年にマニュファクチャラーズタイトルを獲得するが、ツール・ド・コルスで1985年にベッテガ、1986年にトイヴォネンを失った。フィオリオは「ヘンリは間違いなく私の30年以上に及ぶキャリアの中で出会った最高のドライバーだった。デルタS4の恐るべきポテンシャルを100%使い切ることができたのは、おそらく彼ひとりだったと思う」と振り返る。グループA移行後はランチア・デルタHF 4WDを投入し、1987年からマニュファクチャラーズタイトルを6連覇。WRC通算74勝、マニュファクチャラーズタイトル10回という最多記録を残した。
フィオリオは1984年よりフィアットグループのモータースポーツ部門を統括。1987年よりサッカーセリエAの名門ユヴェントスFCの経営陣に加わり、1988年にはアルファロメオのスポーティングディレクターに就任するなど、フィアットグループのスポーツ関連の要職を兼任する。

### フェラーリ時代
1988年、エンツォ・フェラーリの死去後、エンツォが掌握していたスクーデリア・フェラーリもフィアット傘下に入る。1989年、長年チームマネージャーを務めたマルコ・ピッチニーニに代わり、フィオリオがF1の名門の指揮を執ることになった。その初戦、開幕戦ブラジルGPで勝利を挙げると、革新的なフェラーリ・640でこの年3勝を挙げる。フィオリオはフィアットの構想でもあるチームのイタリア化を推し進め、ウィリアムズからパトリック・ヘッドの右腕と評されるエンジニアエンリケ・スカラブローニ（両親がイタリア人）を引き抜くと、イギリス人デザイナージョン・バーナードとの契約を延長せず放出。イタリアの有望株であるピエルルイジ・マルティニ、アレックス・カフィ、ニコラ・ラリーニ、ジャンニ・モルビデリとオプション契約を結ぶ。翌1990年はフェラーリ・641（および641/2）で6勝を挙げ、常勝マクラーレン・ホンダに対抗する。そして翌年のドライバーとしてティレルで活躍したジャン・アレジ（両親がイタリア人）の争奪戦に加わり、ウィリアムズにフェラーリ・640現物を1台贈る約束までしてこれを制するなどチームのさらなるイタリア化改革も進めた。
1991年のフェラーリは前年の好調から一変、開幕戦でフェラーリ・642が優勝を争うレベルに無いことが判明し、チームに内紛が発生。エースドライバーのアラン・プロストはチームの管理能力を問うコメントを発し、第4戦モナコグランプリ後、フェラーリ取締役会議によりフィオリオは更迭された。突然の解任劇の裏には、チーム内の混乱だけではなくフィオリオとアイルトン・セナが進めていた移籍交渉がフェラーリの幹部を怒らせたことも関連していたほか、これはクーデターであり、その黒幕はルカ・ディ・モンテゼーモロであるという説がイタリアでは報じられていた。後任はランチアのエンジン開発主任だったクラウディオ・ロンバルディとエンツォの息子であるピエロ・ラルディ・フェラーリ、そしてフィオリオの前任者ピッチニーニによるトロイカ体制であり、モンテゼーモロはその後ジョン・バーナードとハーベイ・ポスルスウェイト、ゲルハルト・ベルガーまで呼び戻して「フィオリオ以前の」フェラーリの姿へと復元する。そのまた後任はプジョーラリーチームの元マネージャーで、フィオリオと因縁浅からぬ関係のジャン・トッドだった（詳細はグループB#1986年を参照）。

### その後
フェラーリを去った後しばらくF1界から離れるが、1994年、フラビオ・ブリアトーレが買収したリジェのチームマネージャーに就任する。1995年からリジェは無限ホンダエンジンを搭載することになり、前年オフからの無限の仕事ぶりを見たフィオリオは「ルノーを失うことが決まって、12月20日に無限と契約のサインをした。今まで日本のメーカーはいつも敵で、日本人と働くのはこれが初めてだった。彼らの勝利に対する意欲と執着心には驚いた。コンストラクターズ5位や6位では私も満足できないかもしれない。」と好感触をコメントしていたが、シーズン開幕前にトム・ウォーキンショーが共同オーナーになると、シーズン途中に解任された。
1996年はフォルティに在籍した後、リジェに復帰。1997年にはリジェがプロスト・グランプリとなり、オーナーがアラン・プロスト、マネージャーがフィオリオというフェラーリ時代からは想像もつかない体制となる。1998年末にプロストを解任されるとミナルディに合流し、2000年シーズン途中までスポーティングディレクターを務めた。
近年はイタリア放送協会（RAI）のF1中継コメンテーターを務め、他にもいくつかの雑誌などでインタヴューに答えている。またサルデーニャ島で悠々自適の生活を送っている。

## 人物・エピソード
親子3代ランチアの関係者。父親のサンドロ・フィオリオは皮革産業界の実力者で、ランチアの広報部長としてオーナーズクラブ「ハイファイ」（HI.FI.）を運営していた。その伝手でランチアから援助を受けたチェーザレは、チーム名にHF（アッカ・エッフェ）のイニシャルを付け忠誠心を示した。息子のアレッサンドロ(アレックスとも言う)はラリードライバーで、1987年のグループNチャンピオン。1988年、1989年はグループAでワークスのランチア・デルタ・HFインテグラーレに乗り、それぞれ選手権3位、2位の成績を残している。娘のジョルジアは歌手として成功した後、写真家に転身している。
派手な私服とトレードマークの黒いサングラスから、イタリア人記者に「ハリウッド」と渾名された。生来の競争好きで、パワーボートレースの分野でも一流の記録を持つ。1992年にはフィアットのジャンニ・アニェッリ会長の支援をうけ「デストリエーロ号」で大西洋横断世界記録に挑み、ブルーリボン賞を獲得する。
勝利にこだわる哲学を持ち、高性能マシンの投入、サービス体制の強化など、アマチュア的なラリー界に現代的なプロフェッショナリズムを持ち込んだ。1972年のタルガ・フローリオでは、レース界初の本格的な無線交信システムを導入し、フェラーリを勝利に導いた。反面、厳格なリーダーシップやレギュレーションの隅を突く業師ぶりは軋轢や論争を生んだ。
1976年のラリー・サンレモでは、エースドライバーのサンドロ・ムナーリを勝たせるためチームオーダーを発令。これに反してビョルン・ワルデガルドが優勝すると激怒し、ワルデガルドをチームから放出する。1983年のラリー・モンテカルロでは、レース後の車検でレギュレーション違反が見つかり優勝を取り消されるが、問題の部品がパイプの一部だと主張し、1戦のみの特例として優勝を認めさせた。
1989年のF1ポルトガルグランプリでは、フェラーリのナイジェル・マンセルがピット作業違反で失格になりながら走行を続けた。マクラーレンのロン・デニス代表がフェラーリのピットへ向かい、3本指を立てて「3回黒旗が出ている」と抗議すると、フィオリオは中指を立てて応酬した。その後マンセルはマクラーレンのセナと接触し一騒動となった。